# NGC 2433
NGC 2433 is een groep van 3 sterren in het sterrenbeeld Kleine Hond. Hij werd op 4 januari 1828 ontdekt door de Britse astronoom John Herschel.